# 東醴泉站
東醴泉站（：／ Dongyecheon yeok */?）曾为韩国铁路庆北线上的一个车站，位于庆尚北道醴泉郡醴泉邑，目前已废止。

## 历史
- 1966年12月12日，落成使用[1]。
- 1974年6月1日，停止使用。